# Theudho
Theudho (transkribiert von Þeuðo, protogermanisch für „Volk, Leute“) ist eine ostflämische Pagan-Metal-Band.

## Geschichte
Gegründet wurde Theudho 2002 als Soloprojekt des Multiinstrumentalisten Jurgen S. Die erste Demo-EP Dies Natalis Solis Invicti entstand unter der Intention, „die letzten, verbliebenen natürlichen Landstriche der nord- und westeuropäischen Wildnis zu ehren.“ Das belgische Label Nepherex wurde dadurch auf Theudo aufmerksam und nahm sie unter Vertrag. Zur Gruppe wuchs das Projekt während der Arbeiten am ersten Album Treachery heran, das mit Hilfe von Bassist Filip (Frontmann der Band Gorath) und Schlagzeuger Ronny im Dezember 2004 realisiert wurde.

## Nebenprojekte
Gemeinsam mit Miguel Boriau (Insomnia, Simulacra, Beyond Infinity) hatte Juergen S. 1999 bereits das Neofolk- und Martial-Industrial-Projekt Weihan ins Leben gerufen, das bislang 3 Alben und 2 EPs veröffentlichen konnte. 2016 begründete er zudem das Neoklassik-Projekt Vættur.

## Diskografie
- 2003: Dies Natalis Solis Invicti (Demo, CD, Avondland Productions)
- 2004: Under the Alemannic Sun / The Blueprints for Revolution (Split-EP mit Gorath, CD, Avondland Productions)
- 2004: Wurðiz (EP, CD, Eigenvertrieb)
- 2004: Treachery (Album, CD, Nepherex; MC, Avondland Productions; LP, Aurora Australis Records)
- 2006: The Völsunga Saga (Album, CD, Nepherex; MC, Avondland Productions)
- 2008: Cult of Wuotan (Album, CD, Det Germanske Folket; MC, Avondland Productions)
- 2010: The Silence / Скоро рассвет... (Split-EP mit Волчий Острог, CD, Nymphaea Records)
- 2011: War Into The World (EP, CD, Aurora Australis Records)
- 2012: When Ice Crowns the Earth (Album, CD, Aurora Australis Records; MC, Avondland Productions)
- 2012: Niðr ok Norðr (EP, CD, Aurora Australis Records)
- 2013: The Lost Empire (Split-Kompilation mit Sad, 폐허, Apparition, Narbarion und Uruk-Hai, 2xCD/2xMC, Fallen-Angels Productions)
- 2013: Níðing / Waelcyrge (Split-Single mit Waelcyrge, 7"-Vinyl, Aurora Australis Records)
- 2014: Wargus Sit! (Single, CD, Avondland Productions)
- 2018: De roep van het woud (Album, CD/LP, Heidens Hart, MC, Avondland Productions)
- 2022: Vооrbij de Nevelen des Тijds (Album, CD/MC Heidens Hart)

Download-Singles
- 2005: The Black Chariot of Horst (MP3, Nepherex)
- 2013: Upon the Waves of Ægir (MP3, Aurora Australis Records)
- 2014: The Return (MP3, Eigenvertrieb)
- 2016: Austrôn (MP3, Eigenvertrieb)
- 2017: Het bergaltaar (MP3, Eigenvertrieb)

Beiträge auf Kompilationen (Auswahl)
- 2005: Mannuz auf Det Germanske Folket - Ureuropa (CD, Det Germanske Folket)
- 2005: The Black Chariots of Horst auf The Lugburz Compilation Part III (CD, Lugburz Prodocutions)
- 2006: Where Blood Will Soon Be Shed auf An Homage To Falkenbach Pt. I (CD; Skaldic Art Productions)
- 2009: Marching Homewards auf ...And In The Darkness Bind Them - A Summoning Tribute (2xCD, Echoes Of Koliba Productions)
- 2010: Blood Fire Death auf Wolves Of Nordland - A Tribute To Bathory (CD, Nymphae Records)
- 2010: A Fine Day To Die auf Valhalla Trilogy Part I - Songs To Hall Up High - In Memory Of Quorthon (CD, Valhalla Promotions)
- 2018: Schwarzalbenheim auf Blood of the Dragon - Therion Tribute (2xCD, Stygian Crypt Productions)

## Musikvideos
- 2004: The Sword of Cheru
- 2006: Fafnirs Blut
- 2006: Uttergälden
- 2010: Silence Reigned over the Bog
- 2018: De roep van het woud